# Поца (Асколи Пичено)
Поца (итал. Pozza) насеље је у Италији у округу Асколи Пичено, региону Марке.
Према процени из 2011. у насељу је живело 169 становника. Насеље се налази на надморској висини од 636 м.